# Pamela Dutkiewicz
Pamela Dutkiewicz (Kassel, 28 settembre 1991) è un'ostacolista tedesca.

## Palmarès
| Anno | Manifestazione  | Sede           | Evento   | Risultato  | Prestazione | Note |
| ---- | --------------- | -------------- | -------- | ---------- | ----------- | ---- |
| 2016 | Europei         | Amsterdam      | 100 m hs | Finale     | dnf         |      |
| 2016 | Giochi olimpici | Rio de Janeiro | 100 m hs | Semifinale | 12"92       |      |
| 2017 | Europei indoor  | Belgrado       | 60 m hs  | Bronzo     | 7"95        |      |
| 2017 | Mondiali        | Londra         | 100 m hs | Bronzo     | 12"72       |      |
| 2018 | Europei         | Berlino        | 100 m hs | Argento    | 12"72       |      |

## Altre competizioni internazionali
2017
- Campionati europei a squadre di atletica leggera ( Villeneuve-d'Ascq)

2018
- Bronzo in Coppa continentale ( Ostrava), 100 m hs - 12"82